# Ophioperla koehleri
Ophioperla koehleri is een slangster uit de familie Ophiuridae.
De wetenschappelijke naam van de soort werd in 1908 gepubliceerd door Francis Jeffrey Bell.